# Национальный музей Республики Казахстан
Национальный музей Республики Казахстан (каз. Қазақстан Республикасының Ұлттық мұражайы) — крупнейший музей Казахстана, основанный 2 июля 2013 года. Расположен в Астане. Общая площадь земельного участка 9,9 гектар, площадь строений 74 000 м², площадь экспозиции 14 095 м², фонды составляют 8 000 кв м.

## История
Музей создавался по прямому указанию Первого Президента Нурсултана Назарбаева в объёме правительственной программы «Культурное наследие».

## Залы музея
Здание состоит из семи блоков, объединяющих от двух до восьми этажей, общей площадью 74 тысячи квадратных метров. Экспозиционная площадка достигает 14 тыс. м²., объём музеев охватывает 5 тысяч квадратных метров.
Экспозиция Зала древней и средневековой истории представляет орудия труда и предметы быта каменного века, археологические предметы бронзового и железного веков, а также артефакты средневековой истории Казахстан (керамика, нумизматика, орудия труда).
Экспозиция зала истории показывает историю Казахстана XV—XX вв. Здесь выставлены старинные фотографии и книги, домашняя утварь и оружие казахских батыров. Представленный материал рассказывает о революции, последовавшими за ней репрессиями и голоде, о героях ВОВ, афганском конфликте и Семипалатинском полигоне. Затронуты и другие стороны XX века — освоение целины, развитие городов, промышленности и науки.
Экспозиция Залов золота демонстрирует золотые изделия древних кочевников Казахстана — уникальные находки археологических раскопок. Это найденный на Иссыкском кургане «Золотой человек» Сарматский воин в Атырау, а также, бесценные находки из городищ Чиликты и Берел, могильника Талды.
Экспозиция Зала этнографии представлена ювелирными украшениями, национальной одеждой, традиционным казахским жилищем — юртой, а также предметами быта казахского народа.
В зале Независимого Казахстана широко и разносторонне представлены история, политика, экономика, культура и искусство современного Казахстана.
Экспозиция Зала Астаны раскрывает историю развития столицы Казахстана. В зале представлены фотографии, планы, схемы, макеты, архивные документы и предметы. В зале Астаны установлены динамичный макет Астаны.
В Зале современного искусства выставлены произведения конца прошлого и начала нынешнего века. Это художественные работы казахских мастеров — картины, графика, литография, инсталляции и многое другое.

## Директоры
- Мынбай, Дархан Камзабекулы (01.2013-03.2017)
- Нуразхан Алмаз Шайкенович (05.04.2019-07.2019)
- Мухамедиулы, Арыстанбек 10 июля 2019 года — 28 мая 2022 года
- Сыдыков Айбек Жексеналыевич
- Абдыгалиулы, Берик 12 октября 2024